# Józef Czartoryski
Józef Czartoryski (en lituanien : Juozapas Čartoriskis), mort le 1er août 1750, est un prince polonais et lituanien de la famille Czartoryski, prince de Klevan et Żuków, porte étendard du Grand Duché de Lituanie.

## Biographie
Il est le fils de Jan Karol Czartoryski et de Magdalena Konopacki.

## Mariage et descendance
Il épouse Teresa Denhoff, fille de Władysław Denhoff (pl), voïvode de Poméranie. Ils ont pour enfants:
- Stanisław Kostka (†1766)
- Józefa Maria Magdalena.

## Sources
- (pl) Cet article est partiellement ou en totalité issu de l’article de Wikipédia en polonais intitulé « Józef Czartoryski » (voir la liste des auteurs).